# Trichobius brennani
Trichobius brennani är en tvåvingeart som beskrevs av Wenzel 1966. Trichobius brennani ingår i släktet Trichobius och familjen lusflugor. Inga underarter finns listade i Catalogue of Life.